# Павел Симеонов
Павел (на гръцки: Παύλος) е български просветен деец и духовник от късното Българско възраждане в Македония, по-късно станал гръцки владика.

## Биография

### Български духовник
Павел Симеонов (Симонов, Симов, на гръцки Συμεωνίδης) е роден в 1839 година в костурското село Българска Блаца. Завършва семинарията на Халки в 1861 година. Още като ученик започва да работи за разпространението на българщината. В 1861 – 1866 година е учител и проповедник в Силиврийската епархия, а от 1867 до 1869 година е проповедник в Ираклийската. В 1869 година придружава митрополит Антим във Видин като негов протосингел. Произведен е в архимандритски чин. Делегат е на Първия църковно-народен събор в 1870 година. Обикаля Костурската епархия и се бори с гъркоманията. В 1870 година подпомага Георги Динков в опита му да открие българско училище в Костур, заради което гъркоманска шайка, платена от костурския лекар Яни Шомов от Горенци, пребива жестоко Динков и Павел Симеонов в Горенци.

### Гръцки духовник
Работи като преподавател в Халкинското търговско училище (1871 - 1872). После преподава в гимназията в Айвалък (1872 - 1876) и в девическото училище Запио в Цариград в 1877 година. Става архимандрит. На 21 септември 1880 година е избран за титулярен скопелски епископ и е изпратен като архиерейски наместник в Лозенград на Одринската митрополия. След това от 1881 до 1882 година е викарен епископ в Неврокоп на драмския митрополит Герман Михаилидис. В 1883 – 1885 година е кмет на община Вланга в Цариград. На 14 октомври 1885 е избран за коски митрополит. През юни 1888 година е уволнен. Заточен е на Халки, където умира на 16 януари 1927 година.